# Symmetriskt hölje
Inom matematiken är det symmestriska höljet till en binär relation R på en mängd X den minsta symmetriska relation på X som innehåller R.
Till exempel, om X är en mängd människor och xRy betyder att "x är förälder till y" är det symmetriska höljet till R relationen "x är förälder till y eller x är barn till y".

## Definition
Det symmetriska höljet till en relation R på en mängd X definieras som
{\displaystyle S=R\cup \left\{(x,y):(y,x)\in R\right\}=R\cup R^{-1}\,}
Med andra ord är det symmetriska höljet till R unionen mellan R och dess inversa relation R -1.